# Delias microsticha
Delias microsticha é uma borboleta da família Pieridae. Foi descrita por Walter Rothschild em 1904 e é endémica da Nova Guiné.

## Subespécies
- D. m. microsticha (Planalto Central, Papua Nova Guiné)
- D. m. flavopicta Jordan, [1912] (Montanhas Arfak, Irian Jaya)
- D. m. Serratula Toxopeus, 1955 (Mountains Weyland, através das montanhas de neve para as montanhas centrais, Irian Jaya)
- D. m. weja Mastrigt, 2006 (montanhas de Foja, Irian Jaya)